# Riu Miami

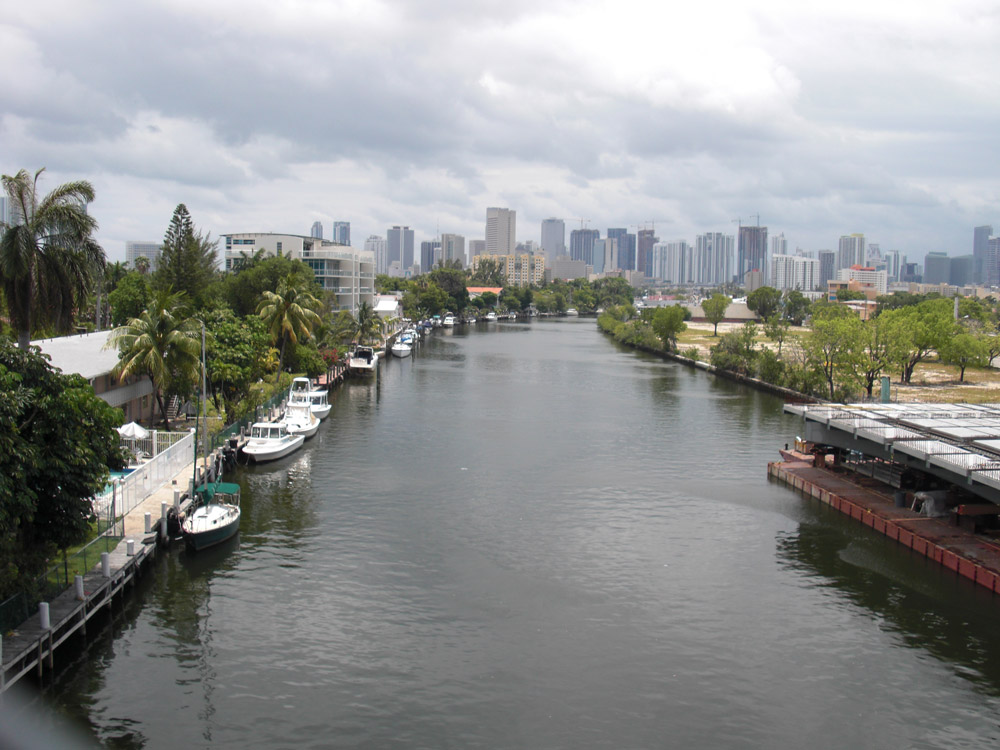
Riu Miami

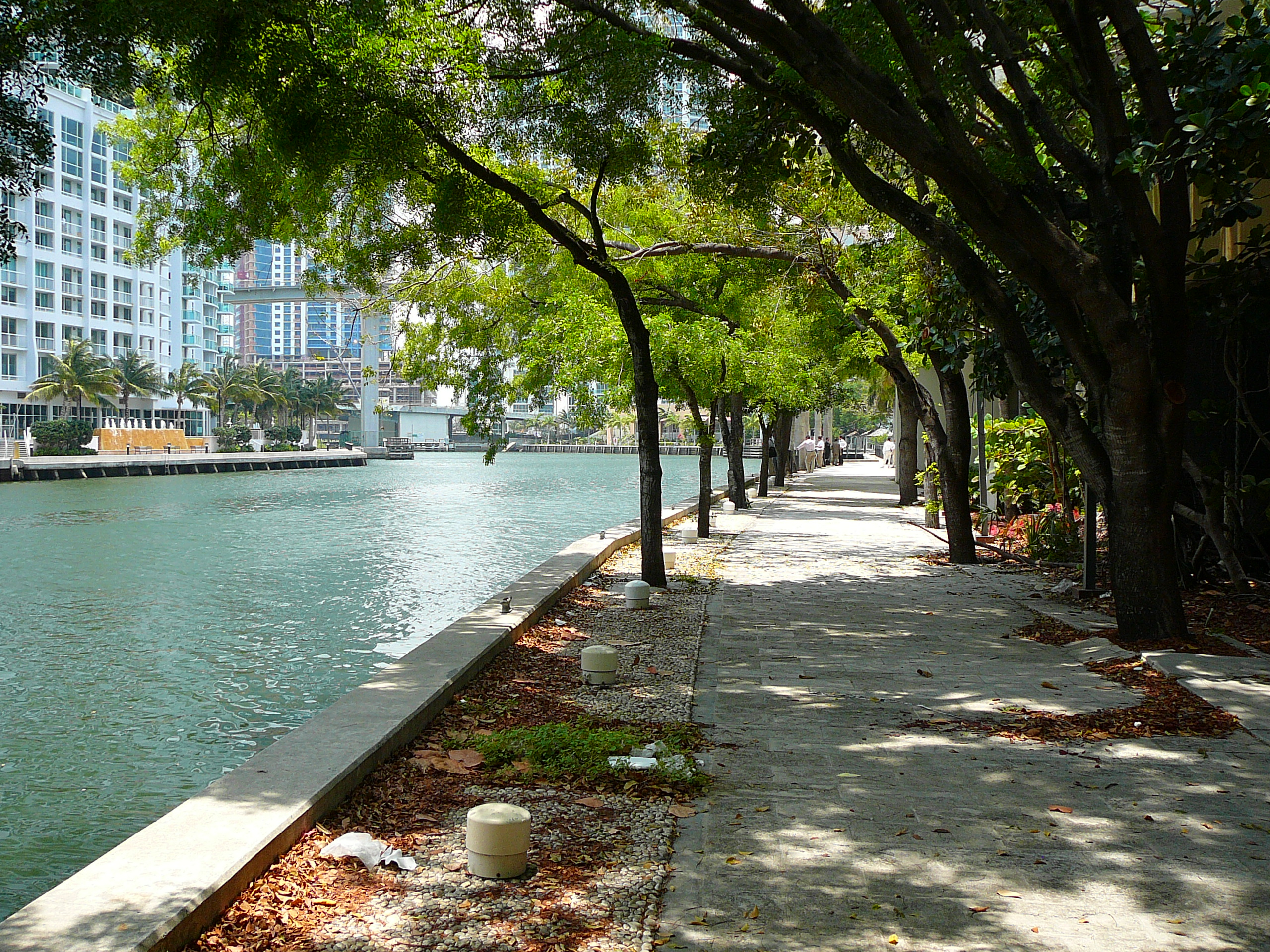
Passeig al costat del riu a la zona de la seva desembocadura.

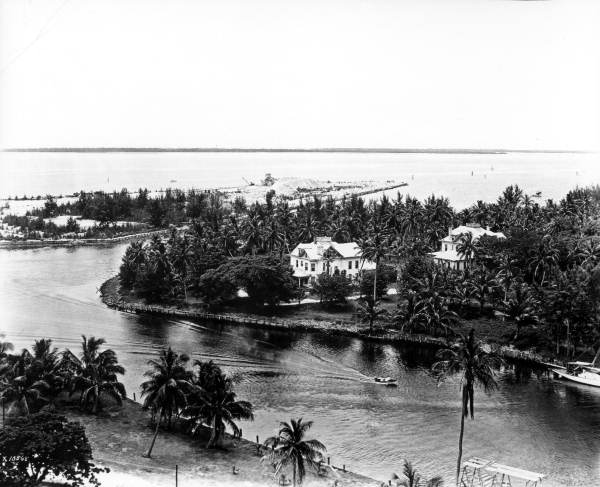
Riu Miami el 1935.

El riu Miami o riu de Miami (en anglès, Miami River) és un riu que travessa la ciutat de Miami, Florida, Estats Units, d'oest a est, desembocant en la Badia de Biscayne. Té un ús comercial molt important. Des de 1900 ha sofert nombrosos canvis igual que la ciutat que ho envolta. Les nombroses empreses navilieres que tenen al riu com a base són responsables del 80 per cent del comerç marítim de Miami amb les illes del Carib. Mesura 8.800 metres de longitud.